# Alieniscus
Alieniscus  (лат.) — род бескрылых ос-блестянок из подсемейства Amiseginae. 2 вида.

## Распространение
Южная Африка.

## Описание
Мелкие осы-блестянки (менее 5 мм). Коготки лапок без зубцов. Лицо плотно пунктированное. Скутум расширен латерально. Проподеум соединён с метанотумом, округлый, без зубцов. Самки бескрылые. Паразитоиды.

## Систематика
2 вида.
- Alieniscus arnoldi Benoit, 1951 — Зимбабве
- Alieniscus mutilloides Krombein, 1957 — ЮАР